# Jošinori Muto
Jošinori Muto (japonsko 武藤 嘉紀), japonski nogometaš, * 15. julij 1992.
Za japonsko reprezentanco je odigral 29 uradnih tekem.